# Dupuis
Pour les articles homonymes, voir Dupuis (homonymie).
Dupuis est un éditeur belge de bande dessinée.
La maison d'édition a été créée à Marcinelle près de Charleroi par l'imprimeur Jean Dupuis en 1898, qui devint éditeur en 1922 en lançant une revue de roman illustrés, Les Bonnes Soirées, puis un journal humoristique hebdomadaire Le Moustique en 1924 qui est rebaptisé Télémoustique après la guerre. La diversification se poursuit avec la création de collections de romans, Azur, Jaune, Grise et Verte.
Le 21 avril 1938, il crée un journal destiné à la jeunesse et en confie la direction à ses deux fils Charles et Paul Dupuis : le magazine Spirou, magazine hebdomadaire de bande dessinée dont le 1er numéro paraît le 21 avril 1938 et dans lequel paraîtront notamment Gaston Lagaffe, Lucky Luke, Tif et Tondu, Les Schtroumpfs, Boule et Bill, Gil Jourdan ou encore Buck Danny. 

## Historique
En 1898, Jean Dupuis se procure une première presse qu'il installe chez lui à Marcinelle. Il rencontre le succès lorsqu'il se spécialise très vite dans la production d'imprimés et de papiers-poudre pour médecins et pharmaciens. Ce succès lui permet de s'étendre à de nouvelles activités et de se procurer une nouvelle presse en 1911. Début 1914, les bâtiments de l'imprimerie sont entièrement détruits par un incendie, une fois reconstruits la guerre éclate et la presse est le plus souvent réquisitionnée par l'occupant allemand.
À la fin de la guerre en 1918, Jean Dupuis se lance dans l'édition de journaux. Il imprime, avec les autorités épiscopales de Tournai, les journaux L'ami du foyer et Le Roman qui ne rencontrent pas le succès. Le 2 avril 1922 il lance Les Bonnes Soirées, un hebdomadaire à base de romans. Le succès est immédiatement au rendez-vous, avec 10 000 abonnements et permet aux éditions Dupuis de ne plus se consacrer qu'aux journaux et livres. En 1924, est publié Le Moustique un hebdomadaire de programme radio qui rencontre lui aussi un grand succès. Dans le même temps Les Bonnes Soirées est renommé Bonnes Soirées, Bonne Soirée puis B.S.. 
En 1934, les éditions Dupuis lancent plusieurs journaux en néerlandais pour la Flandre et les Pays-Bas avec Humo-Radio (l'équivalent néerlandais du Moustique), De Haardvriend (qui devient plus tard Mimosa, puis Mimo). Dans le même temps, dans les années 1930 sont créées plusieurs collections de romans dans des genres différents. 
En 1937, les affaires sont florissantes et Jean Dupuis charge ses enfants Paul et Charles de créer un hebdomadaire pour la jeunesse. Pour animer le journal Spirou, il engage quelques-uns des meilleurs dessinateurs du moment tels le namurois Jijé et le breton Rob-Vel.
Le premier album de bande dessinée des éditions Dupuis, Bibor et Tribar par Rob-Vel, sort de presse en 1940.
Après la guerre, l'hebdomadaire Spirou connaît une grande popularité et sera le vivier qui verra naître et grandir plus de 300 héros de bande dessinée.
En 1985, la société est vendue au Groupe Bruxelles Lambert, à Hachette et aux Éditions Mondiales. Les Éditions Mondiales reprennent la presse (Télémoustique). Le Groupe Bruxelles Lambert et Hachette reprennent l'édition et l'audiovisuel.
En 1995 est publié le 3000e numéro du journal de Spirou.
Depuis 2004, Dupuis fait partie du groupe Média participations. Claude de Saint-Vincent en devient l'administrateur délégué.
En 2015, Dupuis s'est joint à 12 autres acteurs du monde de l'édition pour fonder Europe Comics, un projet co-financé par le programme Creative Europe (en) de la Commission Européenne.

## Magazines du groupe
Le groupe Dupuis édite plusieurs magazines de bandes dessinées dont Spirou, depuis 1938, et Groom qui est publié depuis janvier 2016.

## Collections
- Aire libre
- Azur
- Collection du Carrousel
- Collection Petite Abeille
- Carte Blanche (collection)
- Empreinte(s)
- Expresso
- Grand Public (collection)
- L'Histoire en bandes dessinées
- Horizons
- Humour libre
- Les Intégrales Dupuis
- Pas à pas (collection en 16 volumes pour enfants de 3 à 6 ans, déclinée en trois séries : La Nature, Éveil aux Êtres, Éveil au Corps)
- Péché de Jeunesse
- Punaise et puceron
- Repérages

## Groupes possédés
Depuis le début des années 2010, Dupuis a lancé une politique d'acquisition de petits groupes d'édition. Chacun de ces groupes vit une existence autonome sous la direction de Dupuis :
- Graton éditeur, en janvier 2010[5]
- Niffle, rachetées en 2011 et relancées début 2014[6] ;
- Marsu Productions, en mars 2013[7].
- Zéphyr, qui devient un label de Dupuis en juin 2014[8].
- Champaka Brussels, en septembre 2018, qui ouvre ainsi plus fortement son catalogue de livres d'art et d'illustrations liés à la bande dessinées aux auteurs du groupe Média participations.
- Vega en 2020, créé à l'origine par Steinkis Groupe et Stéphane Ferrand, ce dernier devenant directeur éditorial de cette nouvelle collection manga de l'éditeur[9], qui privilégiait auparavant des partenariats avec les Éditions Kana (du groupe Dargaud-Lombard), notamment via des concours ou des publicités promotionnelles dans le journal Spirou.

## Principales séries publiées
- Agent 212
- Aria
- Aventures de Poussin 1er (les)
- Benoît Brisefer (jusqu'à l'album 7, suite de la série chez Le Lombard)
- Boule et Bill (jusqu'à l'album 24, suite de la série chez Dargaud)
- Broussaille
- Buck Danny
- Cactus Club
- Cédric
- Les Centaures
- Chinaman
- Cupidon
- Dallas Barr
- Démons d'Alexia (les)
- Du côté de chez Poje
- Eric Castel
- Ethan Ringler, agent fédéral
- Femmes en blanc (Les)
- Fille du professeur (La)
- Game Over (jusqu’à l'album 4, suite de la série chez MAD Fabrik)
- Gaston Lagaffe (jusqu’à l'album 17, suite de la série chez Marsu Productions) repris par Dupuis en 2013
- Gil Jourdan
- Gully
- Hultrasson
- Jeanette Pointu
- Jeremiah
- Jessica Blandy
- Johan et Pirlouit  (jusqu’à l'album 13, suite de la série chez Le Lombard)
- Kid Paddle (jusqu'à l'album 11, suite de la série chez MAD Fabrik)
- Krostons (Les)
- Largo Winch
- Lisa Desamours
- Lucky Luke (jusqu'à l'album 31, suite de la série chez Dargaud)
- Luka
- Makabi (jusqu'à l'album 4, suite de la série et réédition des premiers tomes chez Bamboo)
- Marc Dacier
- Mélusine
- Michel Vaillant (tous les albums à partir de 2010)
- Mort et déterré
- Natacha
- Nelson
- Les Nombrils
- Olive
- Orbital
- Papyrus
- Parker et Badger (jusqu'à l'album 6, suite de la série chez Dargaud)
- Pauvre Lampil
- Petit Spirou (le)
- Petits Hommes (les) (dernier album chez Clair de Lune)
- Patrouille des castors (la)
- Pierre Tombal
- Psy (les)
- Quintett
- Schtroumpfs (les) (jusqu’à l'album 13, suite de la série chez Le Lombard)
- Scrameustache (le) (jusqu'à l'album 34, suite de la série et réédition chez Glénat)
- Secrets
- Seuls
- SODA
- Sophie
- Spirou et Fantasio
- Stany Derval
- Tamara
- Théodore Poussin
- Tif et Tondu
- Tuniques bleues (les)
- Vieux Nick
- Violine
- Yoko Tsuno

## Co-productions
Vor-Tech: Undercover Conversion Squad (en) Co-production avec Universal Cartoon Studios, Media Toon et Lacewood Productions et distribué par Universal Pictures (États-Unis), Alliance (Canada) et Citel Video (France)

### Documentations
- Philippe Brun, Histoire du journal Spirou et des publications des éditions Dupuis, Glénat, 1975. Deuxième édition 1981.
- Danny De Laet, L'Affaire Dupuis : Dallas sur Marcinelle, NCM Éditions, 1985.